# 五点接地
五点接地（ごてんせっち）は、高いところから飛び降りる際に、怪我しないよう、着地の衝撃を体の各部位に分散させる技術。

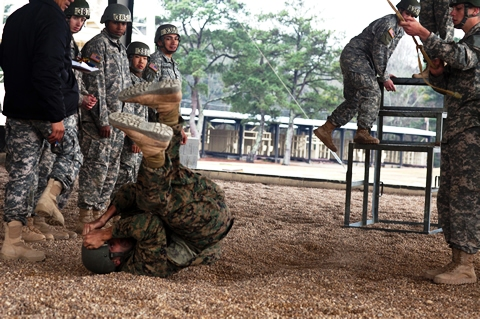
アメリカの空挺部隊の5点接地訓練。

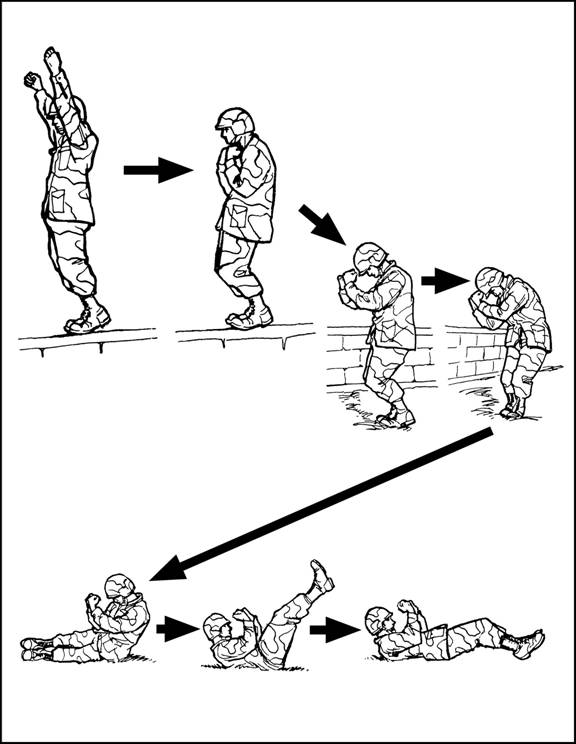
パラシュートの接地訓練の要領を表した図。

パラシュートの降下訓練などで行われる着地法。五点着地とも言われる。
英語では「P.L.F.：Parachute Landing Fall」と言う。

## 手順
1. 接地点をよく見て、危険なものがある場所は避ける。（岩や枯れ枝、ガラスや沼地、砂場など）
2. 可能であれば風向線に乗り、風上方向へ進入する。
3. 足の爪先、踵、膝を揃えておく。
4. 膝はやや曲げ気味にして、柔らかく保つ。
5. 身体をやや乗り出して、少し前傾姿勢をとる。
6. 以下の５点を順番に、スムーズに接地させる。

① 足裏
② 脹脛
③ 太腿
④ 尻
⑤ 背中～肩